# 马立克派
马立克派是伊斯兰教法学的一大派别，属于逊尼派。由马立克·伊本·艾奈斯于公元8世纪创立。
在律法方面，该派别重视圣训；教法的權威來源首先是古蘭經和聖訓，若仍有模糊不清之處，則依序參考公議、伊智提哈德、類比、公益（伊斯提斯拉赫），最後是當地習俗。
遵循马立克学派的穆斯林主要分布在除埃及外的马格里布阿拉伯国家和西非，海湾地区的科威特等国也有分布。

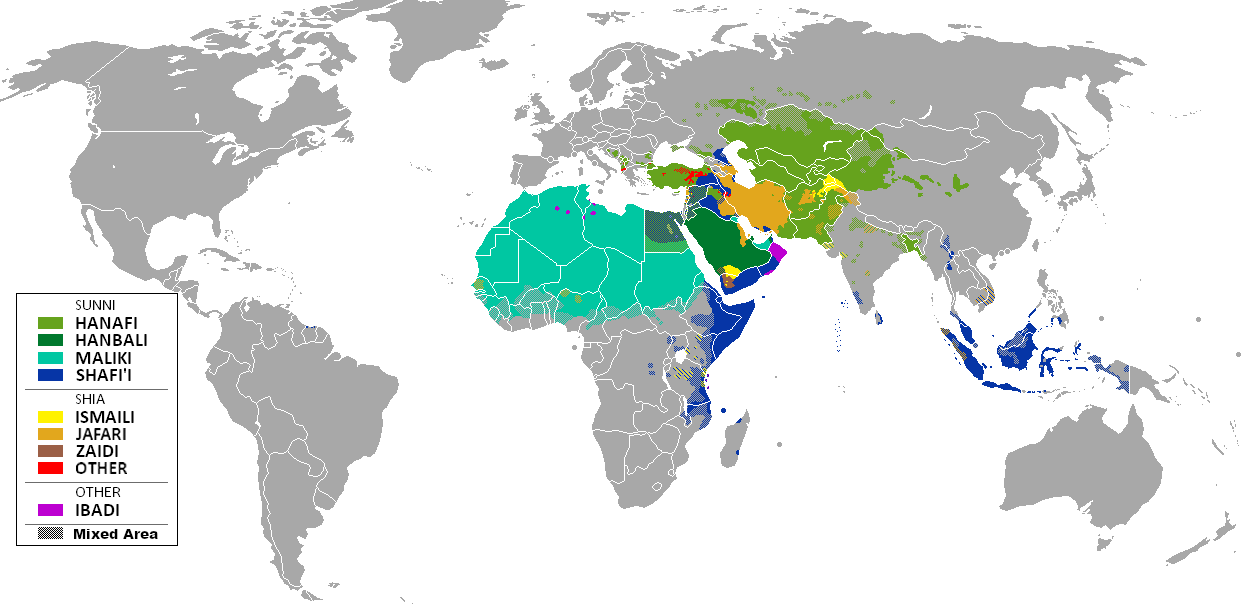
伊斯兰教法学分布，马力克派为蓝绿色